# Corbélia
Corbélia é um município brasileiro do estado do Paraná, fazendo parte da Região Metropolitana de Cascavel. Possui uma área de 529,137 km² e sua população, conforme estimativas do IBGE de 2020, era de 17 117 habitantes. Sua sede está a uma altitude de 895 metros.

## História
Segundo as pesquisas mais recentes, os mais antigos indícios da presença humana no atual oeste paranaense foram encontrados a cerca de 100 quilômetros para sul do município de Corbélia, no sítio arqueológico Ouro Verde I. Localizado em Boa Esperança do Iguaçu, nesse sítio foram identificadas diversas ferramentas de pedra e carvões de uma antiga estrutura de combustão, datada em 9.040 +- 400 anos Antes do Presente. Esses primeiros grupos indígenas produziam uma grande quantidade de instrumentos líticos, tais como lâminas de machados, raspadores, percutores, furadores e pontas de flecha, apresentando padrões técnicos associados à Tradição Umbu. Nos limites territoriais de Corbélia, por sua vez, também há registro de sítios arqueológicos pré-coloniais com diversas ferramentas de pedra, embora apresentem padrões associados à Tradição Humaitá ou sem tradição tecnológica definida – caso dos sítios Rancho Mundo e Sapucaia 1, respectivamente –, o que indicam uma ocupação alguns milênios mais nova do que a observada no Baixo Iguaçu. Esses habitantes pioneiros eram nômades, ocupando sazonalmente áreas altas, abrigos de cavernas e vales de rios, vivendo da caça e da coleta de diversos alimentos, como frutos, raízes e mel.
Entre quatro e dois mil anos atrás, populações indígenas atualmente associadas à Tradição Itararé-Taquara introduziram o plantio de espécies como a mandioca, cará, feijão, amendoim, milho e batata. Ancestrais dos atuais Kaingang e Xokleng, falantes de idiomas do tronco Macro-Jê, esses grupos também dominavam técnicas bastante elaboradas de produção cerâmica, formando aldeias caracterizadas por casas subterrâneas. Em Corbélia, foi identificado um sítio arqueológico desse período nos arredores de um córrego tributário do rio Piquiri, o qual foi registrado no banco de dados do IPHAN como sítio Tourinho. Além do cultivo de plantas domesticadas, também realizavam o manejo de diversas espécies silvestres, tais como a araucária e o butiá. Grupos Guarani também teriam habitado o vale do rio Piquiri em um período posterior, contudo, o que provavelmente gerou conflitos por território entre essas populações.
A grande presença Guarani ao longo da bacia do Piquiri também foi registrada por europeus no século XVI, período em que ocorreram as primeiras expedições portuguesas e espanholas na região oeste do Paraná . É o caso dos exploradores Alvar Nuñez Cabeza de Vaca e Ulrich Schmmidel, os quais atravessaram a região em 1541 e 1552-1553 respectivamente, aproveitando as redes de caminhos terrestres e fluviais usados há milênios pelos indígenas e conhecido na historiografia como Caminho do Peabiru.
Conhecida como Província do Guairá durante os séculos XVI e XVII, o norte e oeste paranaenses inicialmente despertaram o interesse espanhol, responsáveis por fundar diversas missões jesuíticas e cidades, como Ontiveros, Villa Rica del Espiritu Santo e Ciudad Real. Em 1628, por sua vez, foi fundada a missão jesuíta de Nuestra Señora de Copacabana, supostamente em área hoje sob administração do município de Ubiratã. Localizados na margem oposta do rio Piquiri, os grupos indígenas que habitavam as terras da atual Corbélia certamente entraram em contato com esse assentamento colonial seiscentista, sendo possível supor que muitos eventualmente foram atraídos e aldeados pela Companhia de Jesus.
A presença colonial espanhola no Paraná provocou reações da Coroa Portuguesa, entretanto, e seguidas expedições bandeirantes na região acarretaram a completa destruição desses núcleos coloniais iniciais na década de 1630. Quanto aos indígenas aldeados pelos jesuítas, muitos foram mortos ou levados para fazendas na Capitania de São Paulo, servindo como mão-de-obra escrava no plantio da cana-de-açúcar e outros cultivares. Mesmo após a consolidação da posse portuguesa das terras do chamado Terceiro Planalto Paranaense, na segunda metade do século XVIII, não ocorreram novas tentativas de colonização como a empreendida pelos espanhóis, o que contribuiu para a reocupação gradual de parte do vale do Rio Piquiri por grupos Xokleng, Kaingang e Xetá.
Mesmo com a passagem eventual de tropeiros pelo vale do Piquiri ao longo do século XVIII e primeira metade do século XIX, assim como expedições paulistas ocasionais nos denominados Campos Gerais durante o governo de Dom Luís Antônio de Sousa Botelho Mourão, a região só foi alvo de políticas de ocupação territorial após a criação da Província do Paraná. Até então, basicamente as únicas atividades econômicas recorrentes em todo o oeste e norte paranaenses eram a extração de erva-mate e madeira.
Realizadas por empresas de capital estrangeiro denominadas “obrages”, as quais faziam uso do trabalho semi-escravo de camponeses paraguaios e argentinos (os “mensus”), essas atividades ocorriam sem praticamente nenhum controle do governo paranaense. Dado esse contexto, especialmente após a Guerra do Paraguai (1864-1870), foram realizadas missões de reconhecimento e fundação de colônias militares no sul e oeste do Paraná como forma de assegurar a posse brasileira desses territórios.
Em fins do século XIX e início do século XX, a região entre os rios Piquiri e Iguaçu permaneceu ocupada de forma muito esparsa por não-indígenas, embora já existissem sítios e chácaras de colonos brancos e caboclos próximos aos caminhos utilizados por ervateiros, militares e tropeiros. A origem de Corbélia enquanto núcleo fixo de povoamento remonta à década de 1940, entretanto, quando teria se intensificado a chegada de colonos à região. A necessidade de se regularizar e legalizar a posse de terras passou a ser uma demanda relevante nesse período, a ponto de ser destacada a Fundação Paranaense de Colonização e Imigração para organizar vistorias e processos de legalização latifundiária.
Alguns anos depois, em 1953, o fluxo migratório crescente gerou um povoado próximo à uma estrada de ligação entre Cascavel e o norte do Paraná. Segundo consta, seu idealizador foi Armando Zanatto, descendente de imigrantes italianos. O nome da localidade, derivado da palavra francesa corbeille (cesta), foi escolhido por Iracema Zanatto, esposa de Armando. Em função do seu crescimento demográfico rápido, Corbélia tornou-se Distrito Administrativo de Cascavel em 9 de outubro de 1957. Por sua vez, Corbélia recebeu status de município pela lei estadual nº 4382 de 10 de junho de 1961, com território desmembrado do município de Cascavel.

No início da sua trajetória histórica enquanto município, Corbélia contava com apenas 2.252 habitantes. Em princípios da década de 1970, porém, a população de Corbélia já totalizava 39.834 habitantes, sendo quase todos habitantes das áreas rurais do município. Seu núcleo urbano original apresenta uma malha em formato de grelha, com ruas batizadas com nomes de flores e avenidas nomeadas em homenagem aos estados de origem dos colonos.